# Jardines colgantes (película de 2022)
Jardines colgantes (en árabe: جنائن معلقة‎, romanizado: Janain mualaqa) es una película dramática de 2022 dirigida por Ahmed Yassin Al Daradji, quien coescribió con Margaret Glover.
La película se estrenó en la sección Horizontes del Festival Internacional de Cine de Venecia de 2022.
Fue seleccionada como la candidata iraquí a la mejor película internacional en los Premios Óscar 2024.

## Sinopsis
Cuando un joven basurero iraquí rescata una muñeca sexual americana de los vertederos de Bagdad, se adentra en una peligrosa zona roja, donde los amigos se convierten en enemigos y nada es seguro en una mezcla explosiva de amor, guerra y locura.

## Reparto
- Wissam Diyaa
- Jawad Al Shakarji
- Hussain Muhammad Jalil
- Akram Mazen Ali